# رالف هانكوك
رالف هانكوك (بالإنجليزية: Ralph Hancock)‏ (20 ديسمبر 1887 في المملكة المتحدة - 29 أكتوبر 1914 بفيستوبيرت في فرنسا) هو لاعب كريكت بريطاني (وحمل سابقاً جنسية المملكة المتحدة لبريطانيا العظمى وأيرلندا). لعب مع نادي مقاطعة سومرست للكريكت ‏.